# Aleksander z Pleuronu
Aleksander z Pleuronu (zwany również Aleksandrem Etolskim; ur. ok. 320 p.n.e.) – grecki poeta, filolog i bibliotekarz. W okresie 285 – 283 p.n.e. pracował w Bibliotece Aleksandryjskiej, zajmując się na zlecenie Ptolemeusza II Filadelfosa porządkowaniem zbiorów tragedii i dramatów satyrowych. Od 276 p.n.e. przebywał na dworze macedońskim wraz z innym poetą, Aratosem z Soloj. Zaliczono go w poczet Pleias, grupy dramatopisarzy epoki hellenistycznej.
Pisał tragedie, elegie, epylliony i epigramaty. Do naszych czasów dotrwały jedynie fragmenty, głównie elegii: 
- elegia Apollon, czyli o proroctwach, jakie bóg ów zsyłał zakochanym,
- elegia Muzy, czyli pochwała poezji,
- epyllion Halieus, czyli Rybak.